# Leonardo De Lorenzo
Leonardo De Lorenzo (29. august 1875 i Viggiano – 29. juli 1962 i Santa Barbara) var en italiensk fløjtenist og komponist.

## Kendte værker
- Appassionato, for fløjte, op. 5
- Saltarello, for fløjte, op. 27
- 9 grosse Künstler-Studien, for fløjte
- Non plus ultra, 18 Capriccios for fløjte, op. 34
- Pizzica-Pizzica, for fløjte, op. 37
- Idillio, for fløjte og klaver, op. 67
- Sinfonietta (Divertimento Flautistico), for 5 fløjter, op. 75
- Trio Eccentrico, for fløjte, klarinet og fagot, op. 76